# Mikrowirusy
Mikrowirusy (Microviridae) – rodzina wirusów charakteryzujących się następującymi cechami:
- Symetria: ikozaedralna
- Otoczka lipidowa: brak
- Kwas nukleinowy: koliste ss DNA wielkości ok. 5 kpz
- Wielkość: 25 nm
- Gospodarz: bakterie
- Przykłady: bakteriofag ΦX174

Przebieg infekcji
- Zakażenie komórki bakteryjnej zachodzi dzięki rozpoznaniu receptorów bakterii i białka gpH płaszcza.
- Po wprowadzeniu DNA do komórki następuje szybko synteza nici komplementarnej. Powstaje tzw. „forma replikacyjna” RFI.
- RFI replikuje kilkakrotnie będąc związana z błoną komórkową. Replikacja zachodzi tu semikonserwatywnie według modelu theta.
- Po tej fazie ekspresji ulegają wczesne geny wirusa umożliwiające przystąpienie do dalszych faz.
- Następuje kolejna tura replikacji. Tym razem w cytoplazmie i metodą obracającego się koła (model sigma). Powstają jednoniciowe cząsteczki, które staną się genomami wirusów potomnych.
- W wyniku ekspresji genów późnych dochodzi do powstania białka kapsydu oraz enzymu lizującego, który niszczy komórkę i uwalnia wiriony potomne.